# 特種東海フォレスト
株式会社特種東海フォレスト（とくしゅとうかいフォレスト、英: TOKUSHU TOKAI FOREST Corporation.）は、特種東海製紙株式会社の社有林を管理する企業である。本社は同社の島田工場内に置かれる。2014年6月17日に、株式会社東海フォレストから現在の商号に変更した。

## 事業概要
- 建設グループ（土木工事の設計施工管理等に関する業務、林道の維持管理に関する業務）
- 農林緑化グループ
  - 緑化チーム（造園緑化工事の設計施工管理等に関する業務、緑地の維持管理に関する業務、ビオトープに関する業務）
  - 農林チーム（山林の内容調査・植栽・間伐・伐採等に関する業務、法面保護に関する業務）
- 資材販売課（造園緑化工事関連の資材の販売）
- サービス事業部
  - 観光事業
    - 二軒小屋ロッジ・椹島（さわらじま）ロッジの運営管理、畑薙第一ダム－二軒小屋ロッジ・椹島ロッジ間の送迎バスの運行管理（運行業者は静鉄小型バス他各社）
    - 静岡県営・静岡市営の山小屋の管理受託

  - はちみつ・ワイン等の食料品、紙製品の販売
  - かつては白籏史朗撮影の山岳写真による南アルプスカレンダーを毎年発売していた。

## 観光・宿泊
特種東海フォレストの各宿泊施設は、毎日企画サービス（毎日新聞旅行）が業務受託して予約センターを開設している。
山小屋、およびテントサイトは全て予約制となっており、事前予約が必要である。
また、沼平ゲートから椹島ロッジまでの林道（約17km）は一般車両が進入禁止となっており、徒歩や自転車で椹島へ向かうか、特種東海フォレストが運営するバスに乗車する必要がある。バスに乗車する為には、山小屋の予約が必須条件となっている。

## 不祥事
UNESCOからエコパークに登録されている同社の山林に、アルミ箔や野菜屑などの混じった焼却灰が無許可で投棄されていたことが明らかになった。この無許可投棄については同社が関与していたことが明らかになっており、同社の社長が謝罪している。